# 1192
Cette page concerne l'année 1192  du calendrier julien. Pour l'année 1192 av. J.-C., voir 1192 av. J.-C.
L'année 1192 est une année bissextile qui commence un mercredi.

## Événements
- 5 avril : révolte de la population grecque de Chypre contre les Templiers[1].
- 28 avril : assassinat de Conrad de Montferrat par deux Nizârites. Début du règne de Henri II de Champagne, roi de Jérusalem (fin en 1197)[2].

- 3 mai : Guy de Lusignan fonde le royaume de Chypre (fin en 1489)[3].
- 5 mai : Henri II de Champagne épouse la reine Isabelle de Jérusalem, veuve de Conrad de Montferrat[4].
- 23 mai : Richard Cœur de Lion prend Darum, au sud d’Ascalon[2].

- 24 juin : attaque d’une caravane venant d’Égypte entre Ascalon et Hébron par les croisés qui font un important butin[2].

- 5 juillet : Richard Cœur de Lion renonce à assiéger Jérusalem[2].
- 30 juillet : Saladin reprend temporairement Jaffa[2].
- 1er et 5 août : Richard Cœur de Lion bat par deux fois Saladin lors la bataille de Jaffa[5].
- 21 août, Japon : Minamoto no Yoritomo est nommé chef des militaires et crée le gouvernement shôgunal qui subsistera parallèlement à l’institution impériale pendant 7 siècles[6]. La cour demeure, impuissante mais toujours officiellement respectée, à Heian (Kyoto) jusqu’en 1868. Début de la période Kamakura (fin en 1333). Ce qui deviendra le Bushido, règle de fidélité du vassal au suzerain sans réciprocité, est fixé à cette époque, bien que le terme lui-même ne soit pas attesté avant le XVIIe siècle.
- 26 août : mort de Qilij Arslan II[7]. Ses douze fils se disputent le pouvoir et la guerre civile ravage le sultanat de Rum. Début du règne de Kay Khusraw Ier sultan Saljûqide de Rum (1192-1196 et 1204-1210).

- 2 septembre[8] : Richard Cœur de Lion conclut à Ramla une trêve de trois ans avec Saladin, et l'accès des pèlerins à Jérusalem, de même qu’aux musulmans allant à La Mecque. Saladin garde Jérusalem mais reconnaît le royaume chrétien d’Acre. Ascalon, démantelée, est livrée à Saladin, mais les Francs gardent la côte de Tyr à Jaffa.

- 9 octobre : départ de Richard Cœur de Lion[2].

- 3 novembre : Saladin arrive à Damas[8].

- Deuxième bataille de Tarâin (en) : victoire à Thanesar de Qutub ad-Dîn Aïbak, esclave turc de Muhammad Ghori, sultan iranien de Ghôr et de Ghazni sur l’armée Rajput de Prithivîrâja, roi d’Ajmer qui est mis à mort. Le Nord-Est de l’Inde est dominé par les musulmans. Les années suivantes, Muhammad Ghori occupe Ajmer et Delhi et intervient dans la vallée du Gange. Son lieutenant Muhammad ibn Bakhtiyar Khaldji conquiert aisément le Bihar et le Bengale[9].

### Europe

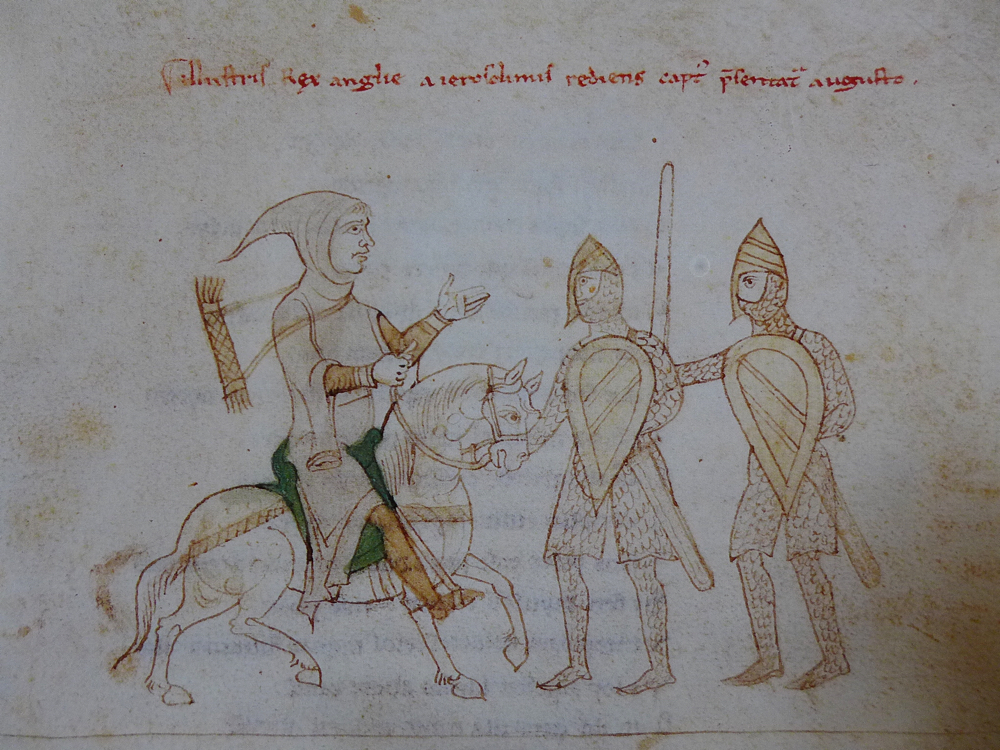
20 décembre : arrestation de Richard Cœur de Lion

- Février : commune de Hesdin. Apparition des premières « communes » dans la France du nord et les Pays-Bas, les habitants se regroupent pour se défendre[10].

- Mars[11] : Philippe Auguste, roi de France, ordonne le massacre des Juifs de Brie-Comte-Robert.

- 8 mai : Léopold V de Babenberg obtient la Styrie de l’empereur germanique à la mort du duc Ottokar IV[12].

- 21 juin[13] : début de la magistrature d’Enrico Dandolo, doge de Venise (fin en 1205).
- Novembre : Gênes et Pise obtiennent l’avantage du commerce avec l’empire byzantin au détriment de Venise[14].
- 20 décembre[15] : Richard Cœur de Lion est capturé près de Vienne par Léopold V de Babenberg lors de son retour de croisade et est remis à l’empereur Henri VI le 23 mars suivant[16].

- Henri le Lion tente à nouveau en vain de reprendre ses duchés (fin en 1194)[17].
- Charte donnée à Senlis interdisant les marchands étrangers à Paris d’y décharger du vin amené par voie d’eau[18].
- Rédaction du Liber censuum Romanae Ecclesiae par Cencius Camerarius, inventaire exhaustif des droits censitaires et vassaliques de la papauté[19].
- Le moine Varlaam fonde près de Novgorod le monastère de Khoutyne[20].